# Sovljak (Ub)
Sovljak (Ub) (em cirílico: Совљак) é uma vila da Sérvia localizada no município de Ub, pertencente ao distrito de Kolubara, na região de Tamnava. A sua população era de 1819 habitantes segundo o censo de 2011.

## Demografia
| 1948  | 1953  | 1961  | 1971  | 1981  | 1991  | 2002  | 2011  |
| ----- | ----- | ----- | ----- | ----- | ----- | ----- | ----- |
| 1 901 | 2 013 | 2 084 | 2 015 | 1 954 | 2 046 | 1 933 | 1 819 |